# Drizzona
Drizzona é uma comuna italiana da região da Lombardia, província de Cremona, com cerca de 550 habitantes. Estende-se por uma área de 11 km², tendo uma densidade populacional de 50 hab/km². Faz fronteira com Canneto sull'Oglio (MN), Isola Dovarese, Piadena, Torre de' Picenardi, Voltido.

## Demografia
| Variação demográfica do município entre 1861 e 2011                               |
|                                                                                   |
| Fonte: Istituto Nazionale di Statistica (ISTAT) - Elaboração gráfica da Wikipedia |